# Tore Berger

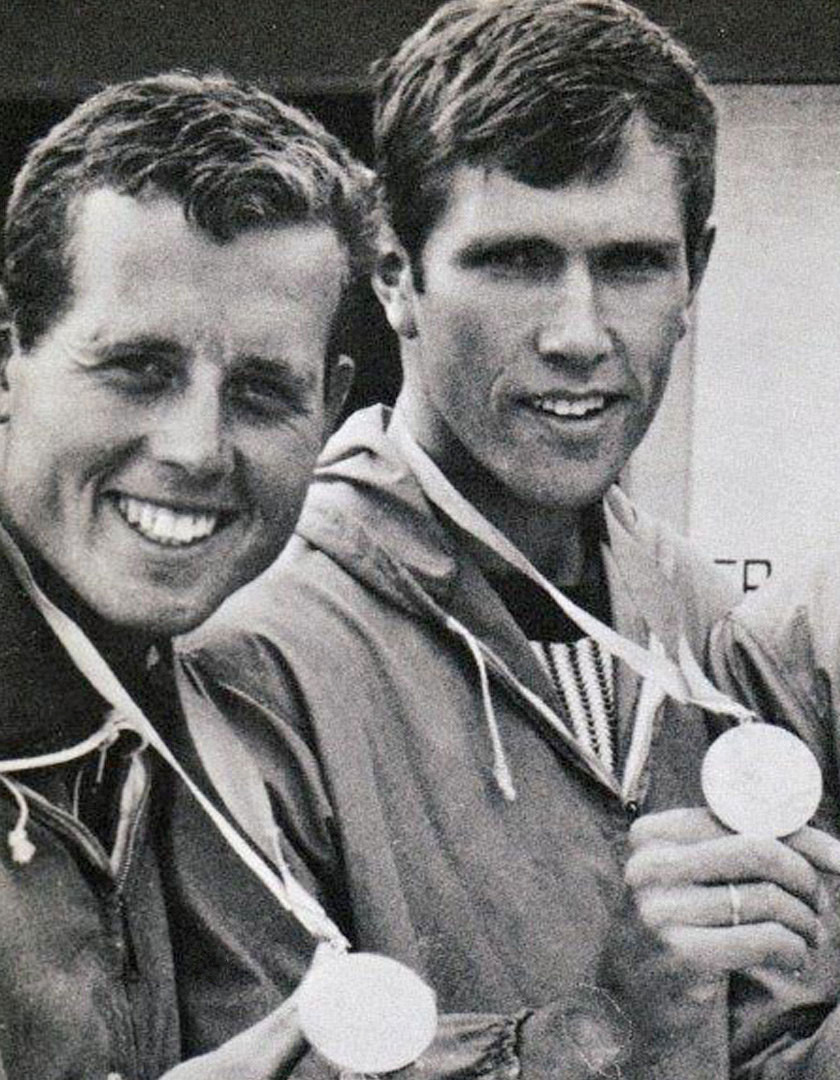
Egil Søby (links), Tore Berger (rechts), 1968

Tore Berger (* 11. November 1944 in Asker) ist ein ehemaliger norwegischer Kanute und Olympiasieger.

## Karriere
Tore Berger nahm bei seinem Olympiadebüt 1968 in Mexiko-Stadt im Vierer-Kajak teil und erreichte gemeinsam mit Jan Johansen, Steinar Amundsen und Egil Søby auf der 1000-Meter-Strecke jeweils als Zweite ihres Vorlaufs und Gewinner ihres Halbfinallaufs das Finale. Dieses schlossen sie mit einer Rennzeit von 3:14,38 Minuten vor dem Team aus Rumänien und dem ungarischen Vierer auf dem ersten Platz ab und wurden damit Olympiasieger. Bei den Olympischen Spielen 1972 in München gehörte Johansen erneut zum norwegischen Aufgebot im Vierer-Kajak, dessen Besetzung im Vergleich zum Olympiasieg 1968 insgesamt unverändert blieb. Diesmal gelang den Norwegern sowohl im Vorlauf als auch im Halbfinale ein Sieg, im Endlauf mussten sie sich jedoch nach 3:15,27 Minuten dem sowjetischen und dem rumänischen Vierer geschlagen geben, womit sie die Bronzemedaille gewannen.
Weitere Erfolge erzielte Berger auf der 10.000-Meter-Distanz mit dem Vierer-Kajak. Bei den Weltmeisterschaften 1970 in Kopenhagen wurde er Weltmeister. Darüber hinaus sicherte er sich bereits ein Jahr zuvor bei den Europameisterschaften 1969 in Moskau den Titelgewinn.
Berger wurde zusammen mit Amundsen, Johansen und Søby für ihren Olympiasieg 1968 mit dem Fearnleys olympiske ærespris ausgezeichnet.